# Fernand Masquelier
Fernand Ghislain Masquelier (Souvret, 6 oktober 1885 - Charleroi, 11 augustus 1969) was een Belgisch volksvertegenwoordiger.

## Levensloop
De boekhouder Masquelier werd gemeenteraadslid van Souvret in 1921. Van 1932 tot 1939 was hij provincieraadslid voor Henegouwen.
Hij werd verkozen tot liberaal volksvertegenwoordiger voor het arrondissement Charleroi in 1939 en vervulde dit mandaat tot in 1939. Hij werd opnieuw volksvertegenwoordiger in mei 1947 in opvolging van de ontslagnemende Edmond Leclercq, tot aan de verkiezingen van 1 juni 1958.